# El ruiseñor, el amor y la muerte
El ruiseñor, el amor y la muerte es el quinto álbum de estudio del músico de Argentina Carlos Indio Solari y su grupo Los Fundamentalistas del Aire Acondicionado publicado el 27 de julio de 2018. Solari aparece en los créditos del álbum bajo el seudónimo de Protoplasman. En la portada del disco aparecen los padres del Indio Solari. El 26 de Julio, un día previo a su salida, el biógrafo del Indio Marcelo Figueras compartió las quince canciones del disco en el programa radial Big Bang por FM La Patriada.
Cabe destacar que es el único trabajo solista que no ha sido presentado de forma presencial en vivo. Indio ha aparecido de forma virtual en las pantallas en algunas canciones durante los conciertos brindados por Los Fundamentalistas del Aire Acondicionado durante 2019 en adelante ya participando sin él en las voces sino que rotan las voces entre los miembros del grupo.

## Lista de canciones
Todos las canciones fueron compuestas por Protoplasman (Indio Solari).
| N.º | Título                                            | Duración |  |
| 1.  | «Pinturas de guerra»                              | 2:44     |  |
| 2.  | «La oscuridad»                                    | 3:50     |  |
| 3.  | «El callejón de los milagros»                     | 2:52     |  |
| 4.  | «El ruiseñor, el amor y la muerte»                | 5:10     |  |
| 5.  | «Strangerdanger»                                  | 3:02     |  |
| 6.  | «El martillo de las brujas (Malleus maleficarum)» | 3:47     |  |
| 7.  | «El tío Alberto en el Día de la Bicicleta»        | 4:07     |  |
| 8.  | «Canción para un terrorista bonito»               | 3:25     |  |
| 9.  | «La pequeña mamba»                                | 4:07     |  |
| 10. | «La moda no es vanguardia»                        | 3:53     |  |
| 11. | «A bailar que no hay infierno»                    | 4:24     |  |
| 12. | «La ciudad de los encandilados»                   | 2:28     |  |
| 13. | «Ostende Hotel»                                   | 3:32     |  |
| 14. | «Panasonic y el mundo a sus pies»                 | 3:30     |  |
| 15. | «El que la seca, la llena»                        | 4:36     |  |

## Recepción
El disco fue bien recibido tanto por la crítica como por los seguidores del grupo musical. Muchos fanáticos lo catalogan como uno de sus mejores trabajos de su carrera solista. Oscar Jalil del periódico La Nación comentó lo siguiente sobre el nuevo trabajo de Solari: "...cuenta con grandes melodías que lo ubican por delante de sus trabajos anteriores, y tiene una sabia dosis de sencillez, romanticismo y belleza que -por primera vez en su etapa solista- pelea tranquilamente en el sagrado podio ricotero".
La web Rock.com.ar remarca la presencia de la muerte en la lírica del trabajo: "...Partiendo del nombre, donde al fin aparece el irse de este mundo, del que tanto nos habló, entre las palabras que conforman la gracia de la placa, con la módica nómina de 15 canciones. Tal vez otro mérito de Solari, en épocas de feats y singles despacharse con tanto material nuevo. El pájaro canta hasta morir".

## Ficha técnica
- Protoplasman: Voz.
- Baltasar Comotto: Guitarra.
- Gaspar Benegas: Guitarra.
- Fernando "Muchacho" Nale: Bajo.
- Martín Carrizo: Ingeniero de sonido y batería.
- Sergio "Nattycombo" Colombo: Saxo.
- Miguel Tallarita: Trompeta.
- Déborah Dixon: Coros.
- Luciana Palacios: Coros.
- Marcelo Figueras: Coros.
- Julio Sáez: Mánager.